# Khénémet-néfer-hedjet III
Khénémet-néfer-hedjet III est une reine égyptienne. Elle est l'épouse du dirigeant de la XIIe dynastie Amenemhat III et est enterrée dans sa pyramide à Dahchour. Son nom n'est pour l'instant connu que grâce à un seul objet, un vase en albâtre trouvé dans sa tombe. Elle avait les titres de femme de roi, membre de l'élite et maîtresse des deux pays. Elle a été enterrée dans un sarcophage décoré mais non inscrit. 
Sa tombe a été retrouvée pillée et seuls quelques restes ont été retrouvés. Dieter Arnold, qui a trouvé sa tombe, a initialement interprété son nom comme le titre de la reine Khénémet-néfer-hedjet et croyait que le vaisseau rituel de sa tombe ne portait pas de nom propre. Cependant, plus récemment, des chercheurs plus récent attirent l'attention sur le fait qu'il n'est pas courant de donner simplement le titre d'un individu et non le nom propre, en particulier sur des objets rituels dans une chambre funéraire. Par conséquent, Khénémet-néfer-hedjet est probablement le nom propre de cette reine.